# Dasycyptus dubius
Dasycyptus dubius är en spindelart som beskrevs av Berland, Millot 1941. Dasycyptus dubius ingår i släktet Dasycyptus och familjen hoppspindlar. Inga underarter finns listade i Catalogue of Life.